# Zoothera talaseae
El zorzal de Nueva Bretaña  (Zoothera talaseae) es una especie de ave paseriforme en la familia Turdidae. 

## Distribución y hábitat
Es endémica del este de Papúa Nueva Guinea, habita en las islas Nueva Bretaña, Umboi y isla Bougainville. Sus hábitats naturales son los bosques húmedos tropicales isleños.